# Leonard Roth
Leonard Roth   (Edmonton, 29 d'agost de 1904 - Pittsburgh, 28 de novembre de 1968) va ser un matemàtic anglès.
Roth era fill d'un jueu propietari d'una botiga de roba i des del 1923 va estudiar matemàtiques amb una beca al Clare College de la universitat de Cambridge, on es va graduar el 1926. El seu camp de treball va ser la geometria algebraica, sota la influència de Henry Frederick Baker. El curs 1930-31 va rebre una beca Rockefeller per estudiar a Roma amb Francesco Severi, Guido Castelnuovo i Federigo Enriques. Durant aquesta estada, va conèixer qui seria la seva esposa, Marcella Baldesi. El 1931 va ser nomenat professor de l'Imperial College London on va romandre fins al 1965, quan va esdevenir professor visitant a la Universitat de Pittsburgh, càrrec que va mantenir fins a la seva mort accidental el 1968, a causa del qual també va morir la seva dona.
En geometria algebraica va investigar en el context de l'escola italiana de Severi. És conegut sobretot pel seu llibre de text sobre geometria algebraica escrit amb John Greenlees Semple, publicat el 1949. També va escriure una monografia sobre varietats algebraiques en tres dimensions. Va deixar escrit un encantador article amb les seves impressions dels anys d'estudiant a Cambridge, que es va publicar de forma pòstuma.
Va ser germà de la crítica literària Queenie D. Leavis.